# Thomas Myddelton (2e baronnet)
Thomas Myddelton, 2e baronnet (vers 1651 - 5 février 1684) est un homme politique gallois qui siège à la Chambre des communes entre 1679 et 1681.

## Biographie

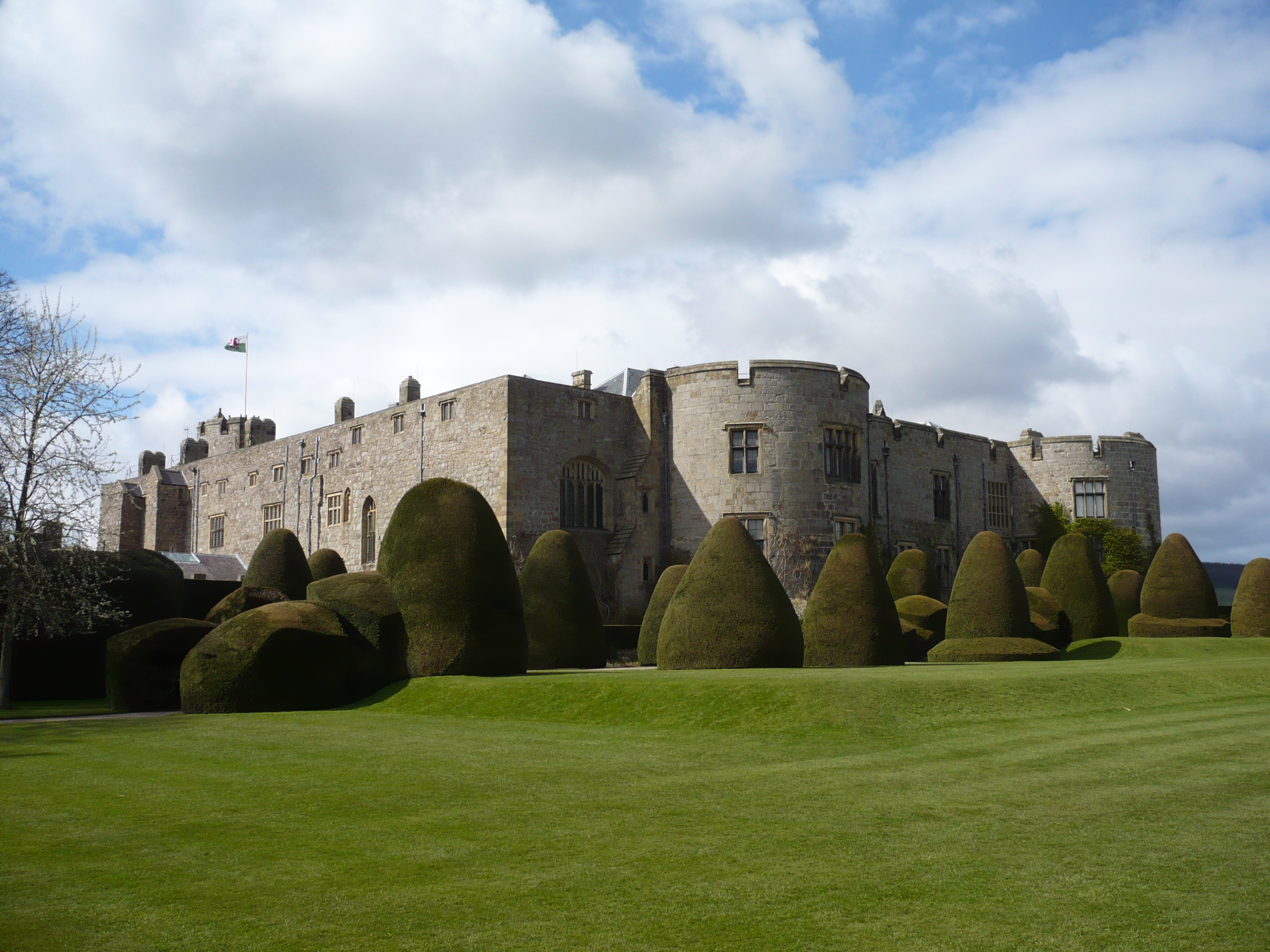
Château de Chirk

Il est le fils aîné de Thomas Myddelton (1er baronnet) et de sa première épouse Mary Cholmondley, fille de Thomas Cholmondley de Vale Royal, Cheshire. Il devient baronnet de Chirk dans le comté de Denbigh à la mort prématurée de son père en 1664 et hérite du château de Chirk à la mort de son grand-père en 1666.
En 1679, il est élu député du Denbighshire et siège jusqu'en 1681.
Il épouse Elizabeth Wilbraham, fille de Thomas Wilbraham et Elizabeth de Weston Park, Weston-under-Lizard, Staffordshire. Elle est décédée en couches en 1675 à l'âge de 22 ans. Myddelton envoie à Weston son portrait afin que le sculpteur Bushell de Chester puisse lui faire un monument qui se trouve dans le cimetière de Chirk. Il se remarie à Charlotte Bridgeman, fille d'Orlando Bridgeman (1er baronnet de Great Lever). Son seul enfant est une fille, Charlotte (1680-1731), qui épouse Edward Rich (6e comte de Warwick). Son frère cadet Richard Myddelton (3e baronnet) lui succède comme baronnet.